# Bedihošť (nádraží)
Bedihošť je železniční stanice nacházející se na jihu obce Bedihošť na adrese Komendova 46. Je mezilehlou stanicí na trati Nezamyslice - Olomouc.

## Popis stanice
Stanice je pětikolejná; dříve byla šestikolejná, během elektrizace byla jedna kolej vytrhána. Stanice má dvě nástupiště umístěné na západní straně od kolejiště. Na jeho západní straně je zbudovaná výpravní budova. V roce 1993 proběhla elektrizace trati. Severně od stanice se na Tovární ulici nachází železniční přejezd zabezpečený závorami. Na nádraží fungovala vlečka pro bývalý cukrovar, která byla z části vytrhána při elektrizaci. Od roku 2009 se zde neprodávají jízdenky. Stanice je obsazená výpravčím a dozorcem výhybek.

## Galerie

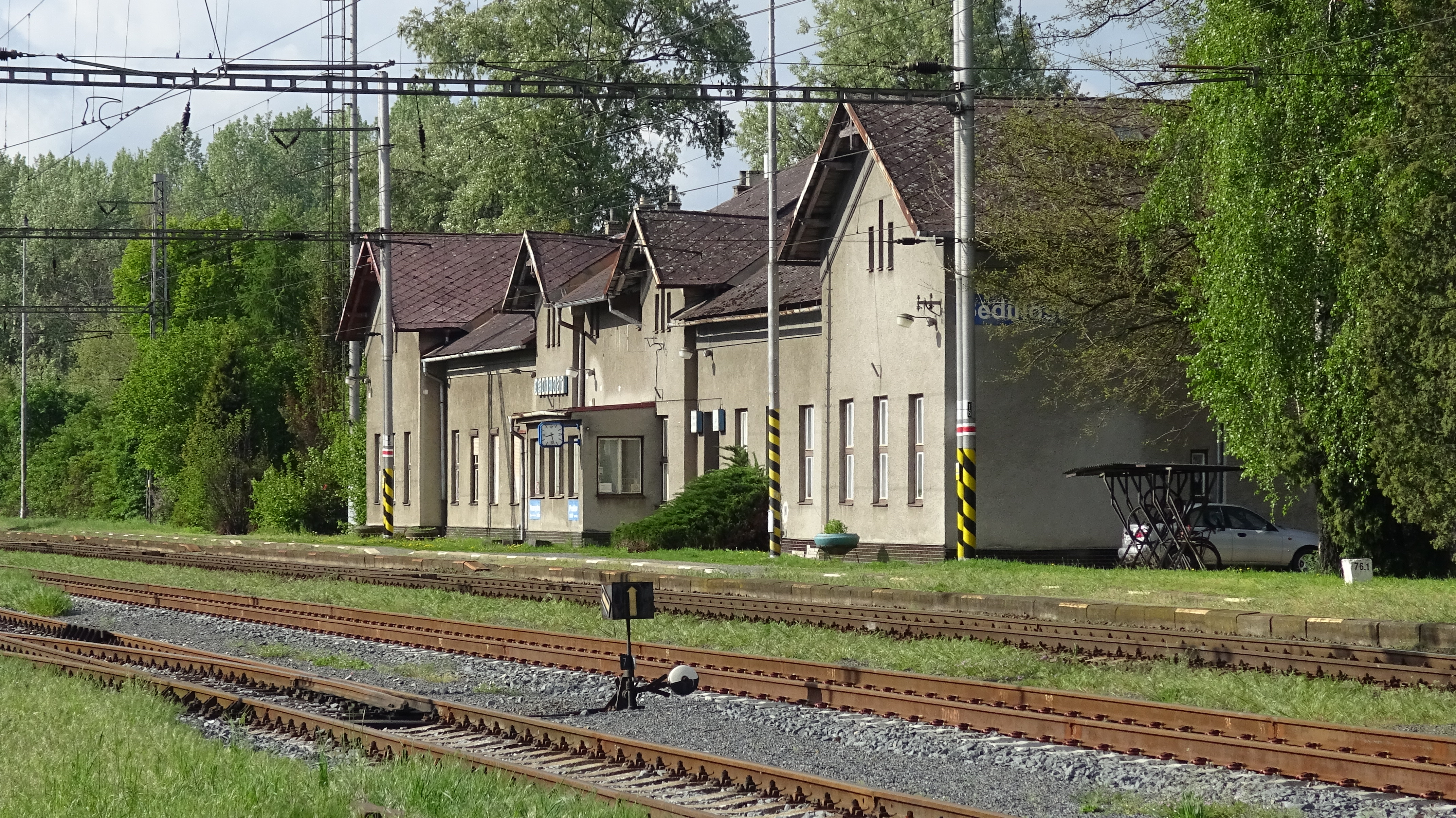
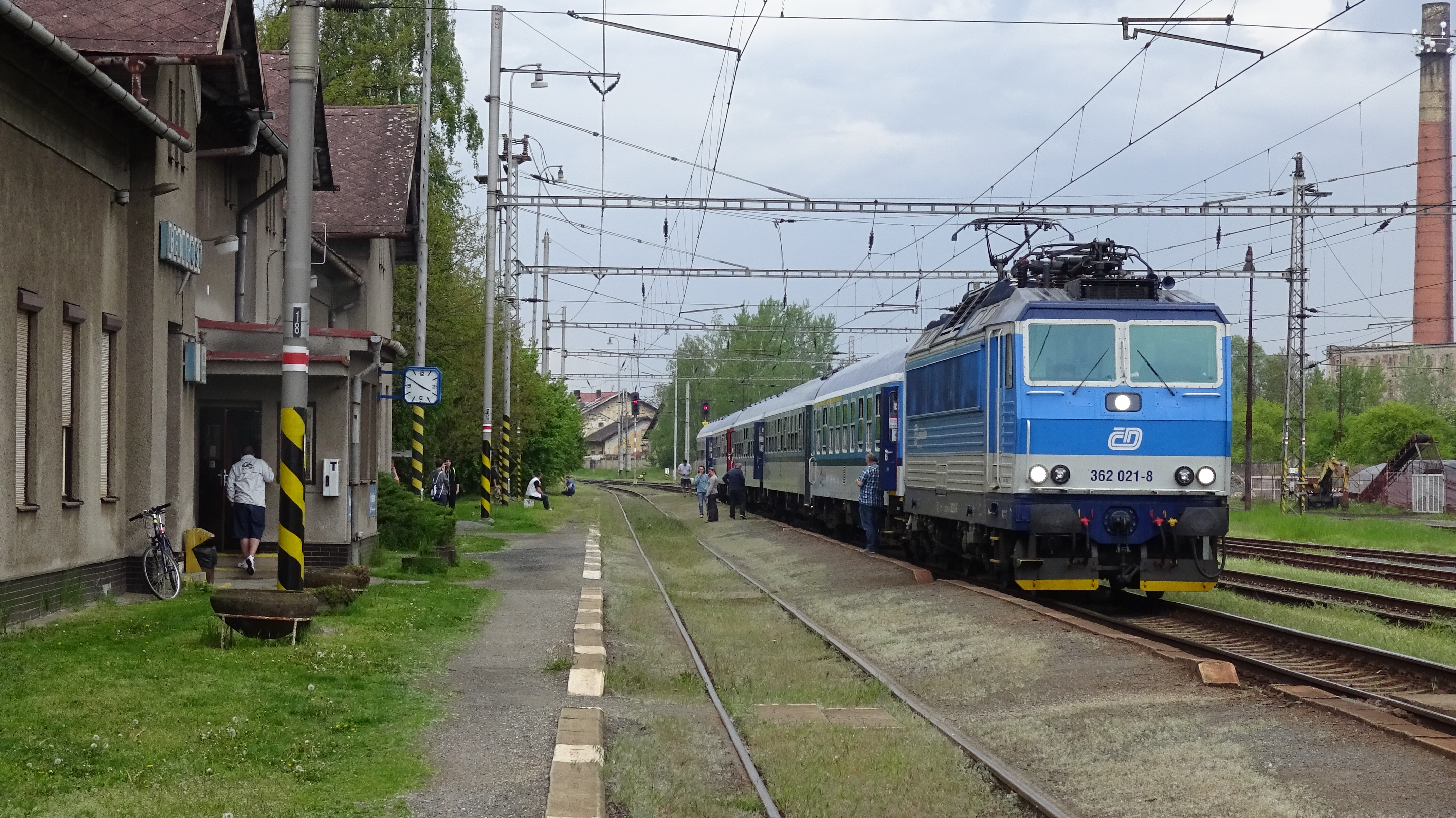
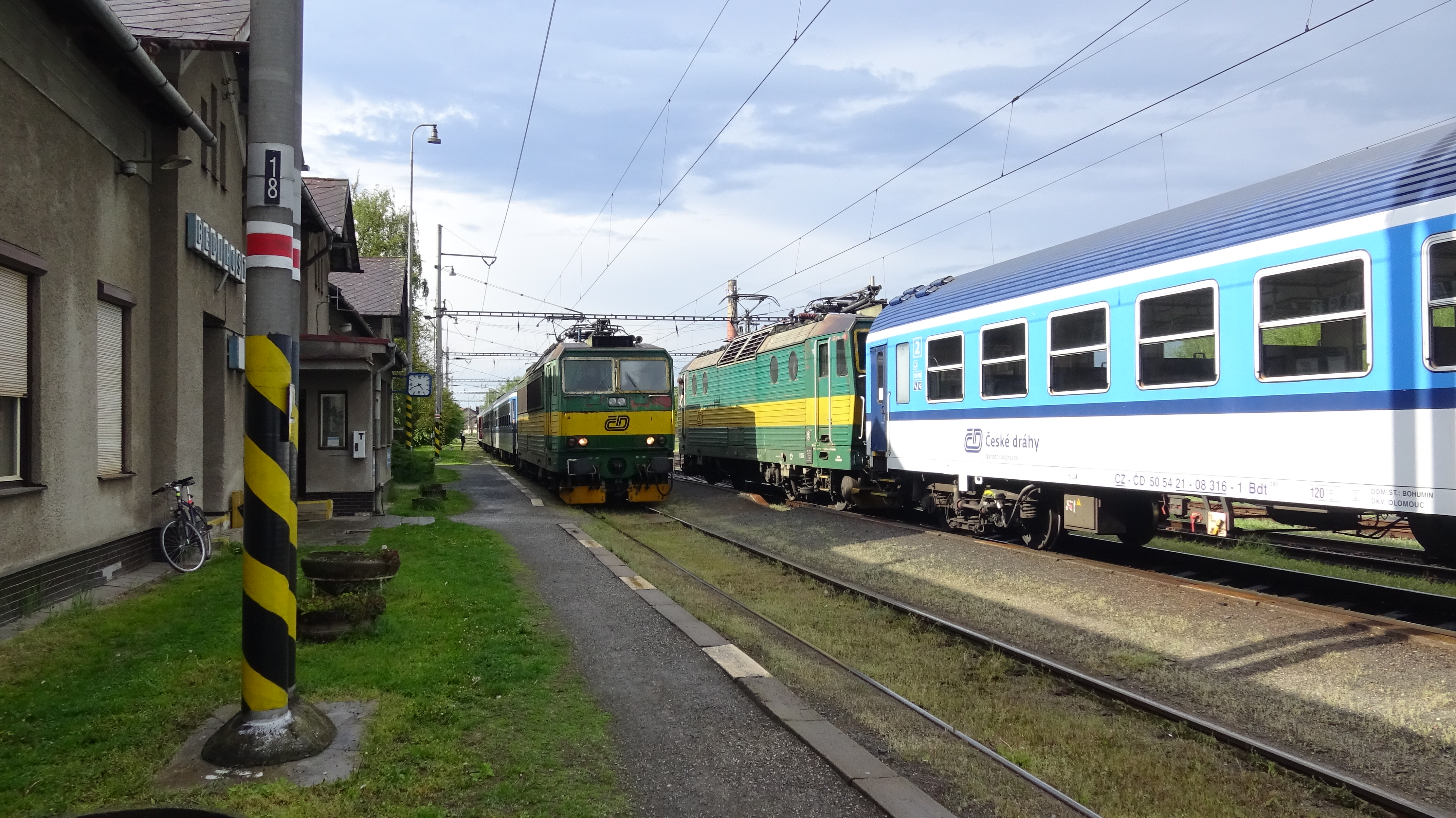

## Vybavení stanice
V budově je umístěna čekárna a WC.